# La Puebla del Mon
La Puebla del Mon (pobla del Mont; la pobla del Mont; la puebla del Mon y La puebla del Monte) es una puebla en los Pirineos de Huesca que forma parte del municipio de Graus.

## Información general
Las pueblas son nuevos poblamientos configurados durante los siglos XV-XVI bajo los núcleos y castillos originales en un momento de mayor seguridad y expansión, como ocurre en los casos de la puebla de Fatova o la Puebla de Castro (pequeñas pueblas cerca de Graus). Sin embargo, para La puebla del Mon no existe constancia documental de otro poblamiento cercano a mayor altura.
Población: 2 habitantes permanentes y 6 habitantes turísticos en 2017, 3 habitantes permanentes en 2016, 10 en 1970, 30 en 1960, 44 en 1900 y 56 en 1857.
Habla: Zona de transición del aragonés ribagorzano al catalán de Aragón. La pronunciación del nombre en la zona es la Pueblamón o incluso la Poblamón.
Altitud: 621 m.
Distancias: a Graus 7 km,; a Torres del Obispo 6.5 km

## Urbanismo
Salvo alguna construcción de gran tamaño, el pequeño núcleo de la puebla del Mon presenta una arquitectura popular sencilla, organizada en dos agrupaciones de casas. Arriba se sitúan casa Tomás (o casa del Mon) y casa Salas, y abajo cas Matías, casa Pedro y casa Vincén. Tan sólo la última está todavía habitada de forma permanente. En este barrio es donde se encuentra la iglesia de la Inmaculada. 

## La iglesia parroquial
Dedicada a la Inmaculada Concepción, la iglesia es de factura moderna (siglo XVI) y fue construida en sillarejo, con sillares en las esquinas. Consta de una nave y cabecera recta cubiertas por bóveda de cañón. La puerta en arco de medio punto se sitúa en el flanco sur del edificio y la torre a los pies. Bajo ella, un modesto rosetón es su única decoración. En el interior, el altar mayor está presidido por la imagen de la Virgen del Pilar. También se conservan un cáliz de plata, un Cristo del siglo XVII y una gran pila de piedra. Un antiguo píxide de la iglesia se encuentra entre las piezas aragonesas retenidas en el Museo Diocesano de Lérida. La pieza más destacada del templo es la pequeña talla de Santa Quiteria, a la que se venera como abogada contra el mal de la rabia. La voluminosidad de sus ropas nos remite a finales del siglo XVIII, siendo de un estilo muy popular. Se desconoce el origen de este patrocinio, motivado quizá por algún suceso de rabia entre los vecinos. Su festividad, el 22 de mayo, constituía la fiesta pequeña del pueblo (normalmente un cena).

## Historia
La primera mención documental conservada de la puebla del Mon data de 1423. En el Fogaje del Reino de Aragón (1495) aparece como aldea de Capella, lo mismo que en documentos posteriores, castellanizando su denominación con el paso del tiempo: la pobla del Mon (Siglo XVII), la puebla del Mon (Siglo XVIII), e incluso la puebla del Monte (Siglo XIX ). No nos han llegado muchas noticias sobre el lugar, que a lo largo de su historia parece haber sido aldea o villorrio dependiente de poblaciones mayores. Así, su terrateniente pagó tributos a Graus durante el siglo XVIII; formó parte de Capella en la Edad Moderna y estuvo vinculado a Barasona hasta su inundación por el pantano, momento en que pasó nuevamente al municipio de Capella, hasta su segregación en 1926 para integrarse en Graus.
- Datos: Q28471331